# BACK TO THE LIVE HOUSE TOUR 2023
『BACK TO THE LIVE HOUSE TOUR 2023』（バック トゥ ザ ライブハウス ツアー 2023）は、2024年4月3日に発売された、RADWIMPSのライブビデオ・ライブアルバムである。

## 概要
RADWIMPSは2023年6月から7月にかけて、ライブハウスを周るツアーを開催した。RADWIMPSが日本国内のライブハウスでツアーを行うのは、2015年に行われた対バンツアー『10th ANNIVERSARY LIVE TOUR
RADWIMPSの胎盤』以来8年ぶりとなる。ツアーは6月13日のZepp Nagoya公演から7月12日のZepp Fukuoka公演まで、5会場10公演で開催された。
本作には、7月5日に行われたZepp Hanedaでの公演の模様が収録されている。また、特典映像として7月4日に行われたZepp Haneda公演から「すずめ feat.十明」「KANASHIBARI feat.ao」の2曲が、さらにライブアルバム限定で7月11日のZepp Fukuoka公演で披露された「ものもらい」の音源が収録されている。

## 収録曲
1. ココロノナカ
2. なんちって
3. ソクラティックラブ
4. ます。
5. ハイパーベンチレイション
6. 指切りげんまん
7. me me she
8. かたわれ時
9. そっけない
10. ヒキコモリロリン
11. 俺色スカイ
12. 遠恋
13. Tamaki
14. オーダーメイド
15. 05410-(ん)
16. 有心論
17. 会心の一撃

アンコール
1. 大団円 feat.ZORN
2. いいんですか？
3. 君と羊と青
4. DADA

特典映像（BACK TO THE LIVE HOUSE TOUR 2023 Live at Zepp Haneda(TOKYO) [2023/7/4]）
1. すずめ feat.十明
2. KANASHIBARI feat.ao